# 'sei na ru mo'no wa na 'i
sei na ru mo'no wa na 'i è il secondo album discografico del gruppo musicale Santo Niente, pubblicato nel 1997.
Il titolo dell'album in lingua giapponese vuol dire proprio Santo Niente.

## Tracce
1. Junkie
2. È aria
3. Divora
4. Maelstrom
5. Pornostar
6. 'sei na ru mo' no wa na'i
7. 120/130
8. Elettricità
9. Quando?
10. Fiction
11. Angelo nero
12. Come ombra

## Formazione
- Umberto Palazzo - voce, chitarra ritmica, chitarra acustica
- Salvatore Russo - chitarre, dulcimer in Junkie
- Fabio "Random" Petrelli - basso, chitarra, cori
- Cristiano "Loop" Marcelli - batteria, cori

Altri musicisti
- Giorgio Canali - chitarra, cori in 'Sei na ru mo'no wa na'i, 120/130
- Ginevra Di Marco - voce in Divora
- Marco Parente - rullante jungle, percussioni in 120/130
- Matteo "Molecola" Di Marcoberardino - percussioni, sampler, cori in Junkie, 120/130
- Spartaco Superanima - cori in 'Sei na ru mo'no wa na'i

Crediti
- Giorgio Canali - produttore, missaggio
- Gianni Maroccolo - produttore esecutivo
- Paul Libson - mastered
- Francesca Dall'Olio - fotografia
- Nicola Dee Mo' Peressoni - grafica
- Matteo "Molecola" Di Marcoberardino - missaggio